# ビニルエステル樹脂
ビニルエステル樹脂 (ビニルエステルじゅし) は、エポキシ樹脂にアクリル基もしくはメタクリル基を付加した合成樹脂。液体から固体まであり、その性質は分子の大きさによる。紫外線硬化樹脂、不飽和ポリエステルの耐食などで使用される。